# Sean Doolittle (baseballista)
Sean Robert Doolittle (ur. 27 września 1986) – amerykański baseballista występujący na pozycji miotacza (relief pitchera) w Washington Nationals.

## Przebieg kariery
Doolittle w czerwcu 2004 został wybrany w 39. rundzie draftu przez Atlanta Braves, jednak nie podpisał kontraktu, gdyż zdecydował się podjąć studia na University of Virginia, gdzie w latach 2005–2007 grał w drużynie uniwersyteckiej Virginia Cavaliers. W sierpniu 2006 był w składzie reprezentacji Stanów Zjednoczonych na turnieju World University Championship, na którym zdobył złoty medal. W czerwcu 2007 został wybrany w pierwszej rundzie draftu przez Oakland Athletics i początkowo grał w klubach farmerskich tego zespołu, między innymi w Sacramento River Cats, reprezentującym poziom Triple-A. W Major League Baseball zadebiutował 5 czerwca 2012 w meczu przeciwko Texas Rangers, rozgrywając 1⅛ inningu i zaliczając 3 strikeouty.
W kwietniu 2014 podpisał nowy, pięcioletni z opcją przedłużenia o dwa lata kontrakt. W lipcu 2014 po raz pierwszy wystąpił w Meczu Gwiazd.
W lipcu 2017 w ramach wymiany zawodników przeszedł do Washington Nationals.

## Nagrody i wyróżnienia
| Nagroda/wyróżnienie      | Lata       | Źródło      |
| 2× All-Star              | 2014, 2018 | [ 1 ] [ 6 ] |
| Zwycięzca w World Series | 2019       | [ 1 ]       |